# Proyecto Cultural Aurora
El Proyecto Cultural Aurora o PcA es una organización española creada en 1993 por el periodista José Javier Esparza. También intitulada de forma apocopada como Proyecto Aurora. Identificada a un tiempo con la Nueva Derecha y con la Generación del 98, tanto en el propio el grupo como en su órgano de expresión, la revista Hespérides, colaboraron jóvenes universitarios desencantados del activismo político en la derecha radical, incluidos exmiembros del Círculo Español de Amigos de Europa (CEDADE). Claramente influido por el regeneracionismo del XIX, Ortega y los autores de la "revolución conservadora", el PcA trataba a la vez de separarse de la derecha tradicional y ofrecer una vía rupturista frente al liberalismo. 
Su objetivo a corto-medio plazo, era crear entre la ciudadanía una corriente de opinión que permitiera difundir nuevas vías de pensamiento y crear una élite cultural para entablar debate con el resto de ideologías. Desde su fundación, el PcA reconoció abiertamente que esta fase sería de transición. Su puesta en práctica dependería de una segunda fase, descrita de forma imprecisa, que consistiría en la toma del poder de forma electoral. Para los miembros del PcA no existía ninguna aportación positiva ni avance aceptable en la Edad Contemporánea por considerarla contaminada por el materialismo de la civilización técnica. Con frecuencia se censuraba en sus páginas el liberalismo como ejemplo máximo de degradación las doctrinas individualistas, la igualdad artificial entre los hombres, el economicismo y el internacionalismo. Como resultado de la superación de estos principios, se construiría una nueva visión del mundo.
Su filosofía inicial puede apreciarse en su totalidad al analizar el documento ¿Qué hacer?, Elementos para un Discurso de la Contestación, síntesis de sus propuestas y raíces ideológicas emanada del PcA en el momento de su constitución. 
Su revista Hespérides mantuvo un contenido y estilo claramente emparentado a la entonces ya desaparecida Punto y Coma: igual que esta, promovía, con un discurso antisistema y de resistencia, una revuelta de carácter cultural y espiritual, y difundía posturas cercanas al Groupement de recherche et d'études pour la civilisation européenne. 
Uno de los escasos puntos en que Hespérides y el PcA no resultaron uniformes fue la postura a adoptar ante las relaciones internacionales de España: a medio camino del paneuropeismo, proponía a la vez la construcción de una comunidad hispanohablante que aglutinase intereses con Latinoamérica, haciendo en este sentido abundantes referencias al pasado colonial.
Su principal foco de audiencia y grupo diana eran formaciones como Alternativa Europea-Liga Social Republicana y Democracia Nacional. En ellas se dieron cita individuos como Alain de Benoist, director del Groupement de recherche et d'études pour la civilisation européenne, Gonzalo Fernández de la Mora o Juan Antonio Aguilar.
Cuando José Javier Esparza comenzó a acercarse al PP, Jordi Garriga, después director de Nihil Obstat desde Ediciones Nueva República, ante la huida de la dirección, intentó salvar prácticamente solo a la agónica revista, que no sobrevivió por la falta de suscriptores y por la complejidad de sus contenidos. La falta de recursos económicos y las deserciones ante el triunfo electoral del PP terminó por hacer desaparecer la publicación.